# 謝斯柏·奧臣
謝斯柏·奧臣（丹麥語：Jesper Olsen，1961年3月20日—）是一名丹麥足球左翼，曾效力阿積士和曼聯。謝斯柏·奧臣亦替國家隊出戰1984年歐洲國家盃及1986年世界盃。
在效力阿積士期間，謝斯柏·奧臣曾與告魯夫合力炮製一個經典的「十二碼傳球」。1982年12月5日，阿積士在對赫爾蒙德體育的聯賽獲判十二碼。告魯夫準備主踢，卻出人意表地將球斜傳，謝斯柏·奧臣上前接應並及時回傳，引得對方門將失位。告魯夫於是輕鬆送球入網。
他是舒米高以外另一名曾替曼聯上陣超過一百場的丹麥球員，效力曼聯的五年間替球隊於各項賽事共攻入24球。

## 國家隊生涯
謝斯柏·奧臣參與了兩場1984年歐洲國家盃的賽事，包括對西班牙的準決賽，並於互射十二碼時操刀中鵠。隊友艾基亞最後一輪射失，最終飲恨而還。
他是1986年世界盃國家隊主力，四場比賽均有上陣，共攻入三球，其中十六強對西班牙時先主射十二碼破網助球隊領前。不過其後他的一次自殺式誤傳，將球交予對方前鋒布達堅奴，令後者輕易破門扳平。布達堅奴於該役攻入四球，西班牙以5-1大勝。
謝斯柏·奧臣亦有入選1988年歐洲國家盃的出賽名單，但並無獲派上陣。

## 國家隊入球
所有比分以丹麥入球先行。
| # | 日期          | 場地             | 對手   | 入球 | 賽果 | 賽事                   |
| - | ------------- | ---------------- | ------ | ---- | ---- | ---------------------- |
| 1 | 1982年9月22日 | 哥本哈根，丹麥   | 英格兰 | 2-2  | 2-2  | 1984年歐洲國家盃外圍賽 |
| 2 | 1983年6月1日  | 哥本哈根，丹麥   | 匈牙利 | 2-1  | 3-1  | 1984年歐洲國家盃外圍賽 |
| 3 | 1986年6月8日  | 內薩城，墨西哥   | 乌拉圭 | 6-1  | 6-1  | 1986年世界盃           |
| 4 | 1986年6月13日 | 克雷塔羅，墨西哥 | 西德   | 1-0  | 2-0  | 1986年世界盃           |
| 5 | 1986年6月18日 | 克雷塔羅，墨西哥 | 西班牙 | 1-0  | 1-5  | 1986年世界盃           |

## 榮譽
阿積士
- 荷蘭甲組聯賽 冠軍: 1981-82, 1982-83
- 荷蘭盃: 1982-83

曼聯
- 足總盃: 1984-85